# 백년교
백년교(스페인어: Puente Centenario, 영어: Centennial Bridge)는 파나마에 있는 파나마 운하에 놓인 다리이다.

## 개요
아메리카의 다리의 혼잡을 해결하기 위하여 파나마 운하에 놓인 2번째 다리이다.
백년 다리는 아메리카의 다리에서부터 약 15km 북쪽에 떨어져 있다.

## 역사
1962년에 개통한 아메리카의 다리는 파나마 운하를 건너가는 유일한 다리이었기 때문에 팬아메리칸 고속도로에서 가장 혼잡한 장소가 되었다. 파나마 정부는 이러한 혼잡함을 해결하기 위해 2000년 10월에 2번째 다리를 건설하기로 했다.
공사 계약은 2002년 3월에 맺었고, 1915년 8월 15일에 첫 번째 파나마 운하를 지나간 지 90년이 되는 날인 2004년 8월 15일에 완공할 수 있도록 공사 기간은 29개월을 예정했다. 파나마가 콜롬비아에서 독립한 지 100년이 되는 날인 2003년 11월 3일을 기념하여 이 다리는 백년 다리라고 이름 지어졌다.
이 다리는 예정대로 2004년 8월 15일에 완공되었으나 일반 대중들에게는 2005년 9월 2일부터 제공되었다.

## 사진

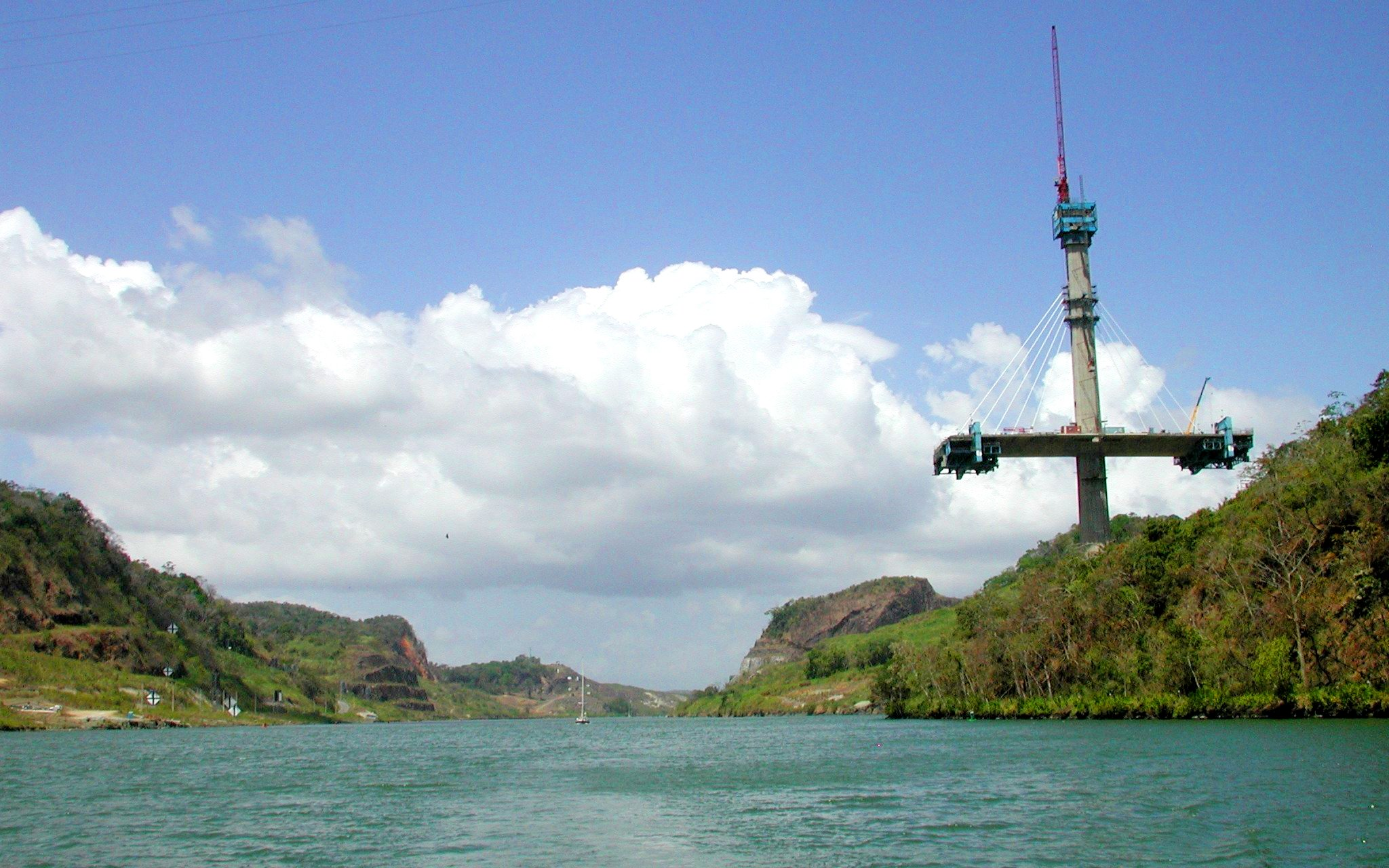
공사 중인 모습

## 참고
1. ↑  Puente Centenario - Second Panama Canal Crossing 보관됨 2005-10-23 - 웨이백 머신, from Road Traffic Technology
2. ↑  (스페인어) Apertura de Accesos al Segundo Puente sobre El Canal de Panamá 보관됨 2022-02-06 - 웨이백 머신, from La Chorrera